# 释昌善
释昌善（1969年11月—），俗姓高，名成林，男，汉族，山西繁峙人，中华人民共和国政治人物。现任山西省佛教协会副会长，五台山佛教协会会长。第十四届全国政协委员。